# Czmoń
Czmoń (niem. Schmentau) – wieś w Polsce położona w województwie wielkopolskim, w powiecie poznańskim, w gminie Kórnik.
W latach 1954–1959 wieś należała i była siedzibą władz gromady Czmoń, po jej zniesieniu w gromadzie Kórnik-Południe. W latach 1975–1998 miejscowość administracyjnie należała do województwa poznańskiego
Przez miejscowość przebiega droga wojewódzka nr 434.
We wsi urodził się saper, Stanisław Niemier.